# Castelnau-d'Arbieu
Castelnau-d'Arbieu är en kommun i departementet Gers i regionen Occitanien i sydvästra Frankrike. Kommunen ligger i kantonen Fleurance som tillhör arrondissementet Condom. År 2022 hade Castelnau-d'Arbieu 226 invånare.

## Befolkningsutveckling
Antalet invånare i kommunen Castelnau-d'Arbieu
Referens:INSEE